# 2002–2003-as magyar férfi vízilabdakupa
A 2002–2003-as magyar férfi vízilabdakupa, szponzorált nevén a ING Magyar Kupa, a hetvenhetedik kiírás volt a versenysorozat történetében. A kupára tizennyolc csapat nevezett. A győzelmet a BVSC szerezte meg.

## Eredmények

### Selejtező
január 23, 24., február 1, 2.
A csoport
| Hely. | Csapat      | M | Gy | D | V | G+ | G– | Gk  | P | NYOLC                         |  | NEP  | PVSK | KAN  |
| ----- | ----------- | - | -- | - | - | -- | -- | --- | - | ----------------------------- |  | ---- | ---- | ---- |
| 1.    | Neptun VSC  | 3 | 3  | 0 | 0 | 19 | 7  | +12 | 6 | Továbbjutott a nyolcaddöntőbe |  | —    | 8–5  | 11–2 |
| 2.    | Pécsi VSK   | 3 | 2  | 0 | 1 | 15 | 20 | −5  | 4 | Továbbjutott a nyolcaddöntőbe |  | 2–11 | —    | 13–9 |
| 3.    | CWG Kanizsa | 3 | 1  | 0 | 2 | 14 | 21 | −7  | 2 |                               |  | 5–8  | 9–13 | —    |

B csoport
| Hely. | Csapat                   | M | Gy | D | V | G+ | G– | Gk  | P | NYOLC                         |  | KSI  | YBL  | VAS  |
| ----- | ------------------------ | - | -- | - | - | -- | -- | --- | - | ----------------------------- |  | ---- | ---- | ---- |
| 1.    | KSI                      | 3 | 3  | 0 | 0 | 37 | 9  | +28 | 6 | Továbbjutott a nyolcaddöntőbe |  | —    | 8–7  | 29–2 |
| 2.    | Ybl Szent István Egyetem | 3 | 2  | 0 | 1 | 29 | 9  | +20 | 4 | Továbbjutott a nyolcaddöntőbe |  | 7–8  | —    | 22–1 |
| 3.    | Vasi Aligátorok          | 3 | 1  | 0 | 2 | 3  | 51 | −48 | 2 |                               |  | 2–29 | 1–22 | —    |

### Nyolcaddöntő
február 7–9.
| 1. csapat                | Össz. | 2. csapat       | 1. mérk. | 2. mérk. |
| ------------------------ | ----- | --------------- | -------- | -------- |
| Bp. Honvéd               | 14–12 | Ferencváros     | 6–7      | 8–5      |
| Vasas SC                 | 32–7  | Ceglédi VSE     | 18–5     | 14–2     |
| Kecskeméti VSC           | 24–15 | Neptun VSC      | 12–5     | 12–10    |
| BVSC                     | 27–13 | KSI             | 14–5     | 13–8     |
| Pécsi VSK                | 10–30 | Szentesi VK     | 5–20     | 5–10     |
| Szolnoki VSC             | 13–10 | Egri VK         | 5–4      | 8–6      |
| Ybl Szent István Egyetem | 9–23  | Szegedi VE      | 5–9      | 4–14     |
| Újpesti TE               | 22–12 | Orvosegyetem SC | 10–4     | 12–8     |

### Negyeddöntő
február 11, 15, 21, 22.
| 1. csapat      | Össz. | 2. csapat   | 1. mérk. | 2. mérk. |
| -------------- | ----- | ----------- | -------- | -------- |
| Szolnoki VSC   | 4–21  | Bp. Honvéd  | 1–10     | 3–11     |
| Vasas SC       | 15–11 | Újpesti TE  | 9–7      | 6–4      |
| BVSC           | 25–11 | Szentesi VK | 13–6     | 12–5     |
| Kecskeméti VSC | 11–27 | Szegedi VE  | 6–12     | 5–15     |

### Elődöntő
február 25., március 1, 6.
| 1. csapat  | Össz. | 2. csapat | 1. mérk. | 2. mérk. |
| ---------- | ----- | --------- | -------- | -------- |
| Bp. Honvéd | 14–15 | Vasas SC  | 9–5      | 5–10     |
| Szegedi VE | 14–24 | BVSC      | 3–13     | 11–11    |

### Döntő
| 2003. március 8. 15:40 | BVSC                                             | 7–6 | Vasas SC                                      | Komjádi uszoda Nézőszám: 3000 Játékvezetők: ifj. Juhász Kiszelly |
| 2003. március 8. 15:40 | (0–2, 3–0, 1–2, 3–2)                             |     |                                               | Komjádi uszoda Nézőszám: 3000 Játékvezetők: ifj. Juhász Kiszelly |
| 2003. március 8. 15:40 | Vincze 3 Kis G. 1 Császár 1 Nitsovits 1 Varjas 1 |     | Varga II. Zs. 3 Vindisch 1 Madaras 1 Binder 1 | Komjádi uszoda Nézőszám: 3000 Játékvezetők: ifj. Juhász Kiszelly |

A BVSC kupagyőztes csapatának tagjai: Czigány Károly, Császár György, Dabrowski Norbert, Decker Ádám, Fülöp Gergely, Gór-Nagy Miklós, Gulyás Ábel, Ibolya Tamás, Kaszper Gábor, Kis Gábor, Nagy Viktor, Németh Zsolt, Nitsovits Tamás, Persely Tamás, Péter Imre, Szécsi Zoltán, Varjas Attila, Vincze Balázs, Zoufal Norbert, vezetőedző: Gerendás György